# MESFET
MESFET（英: metal-semiconductor field effect transistor）は電界効果トランジスタの一種。ショットキー接合性の金属をゲートとして半導体上に形成した構造を持つ。動作原理はpn接合を使用しているJFETと同一である。一般にMESFETは化合物半導体で利用され、シリコンのMOSFETと比較して、高性能を示し、各種のRF素子に利用されている。